# 福田英子
福田英子（日語：福田 英子，1865年10月5日—1927年5月2日），日本女性作家、社會運動家。日本女性解放运动的先驱，被称为“东洋的聖女貞德”。